# Without a Sound
| Recensione | Giudizio |
| ---------- | -------- |
| AllMusic   | [ 1 ]    |

Without a Sound è il sesto album del gruppo statunitense Dinosaur Jr., pubblicato il 23 agosto 1994 dalla Blanco y Negro Records.
Il batterista Murph era stato licenziato da J Mascis poco prima della registrazione dell'album.

## Tracce
Testi e musiche di J Mascis.
1. Feel the Pain – 4:18
2. I Don't Think So – 3:35
3. Yeah Right – 2:45
4. Outta Hand – 4:59
5. Grab It – 3:31
6. Even You – 3:23
7. Mind Glow – 4:02
8. Get Out of This – 5:21
9. On the Brink – 3:11
10. Seemed Like the Thing to Do – 5:45
11. Over Your Shoulder – 4:52

## Formazione
- J Mascis - chitarra, voce, batteria, tastiere
- Mike Johnson - basso, voce